# Biduanda kheili
Biduanda kheili är en fjärilsart som beskrevs av Henry John Elwes. Biduanda kheili ingår i släktet Biduanda och familjen juvelvingar. Inga underarter finns listade i Catalogue of Life.